# Zdenko Kožul
Zdenko Kožul (Bihać, 21. svibnja 1966.), hrvatski i bosanskohercegovački šahovski velemajstor i bivši prvak Europe. Član je ŠK Zagreba.
Velemajstor od 1989., prvak Jugoslavije 1989. i 1990. Ranije igrao za Bosnu i Hercegovinu; od 1993. nastupa za Hrvatsku za koju je igrao na pet olimpijada. 15. travnja 2006. postao je prvak Europe, prvi u povijesti hrvatskog šaha, na prvenstvu održanom u Turskoj. 
Na ljestvici listi FIDE od 1. travnja 2006. ima 2606 bodova i zauzima 123. mjesto. Najbolji plasman na listi imao je listopada 2004., kada je s 2640 bodova zauzimao 56. mjesto. Nakon toga slijedi kriza i ispadanje iz svjetskog "Top 100".
Dugogodišnji je član ŠK Bosna iz Sarajeva, s kojom osvaja tri naslova momčadskog prvaka Europe. Višestruki ekipni prvak Hrvatske igrajući za momčad Mravince-Dalmacijacement. Igrajući za tamošnje klubove, osvajao je i ekipna državna prvenstva u Sloveniji i BiH. Trenutno član HAŠK Mladost iz Zagreba.
Pobjednik zonskog turnira 1993. g. u Zagrebu. Na svjetskom prvenstvu u Tripoliju, lipnja 2004. g., plasirao se među 16 najboljih, što je najbolji rezultat nekog hrvatskog igrača na svjetskim prvenstvima. Nakon krize, slijedi ponovni uspon okrunjen dosad najvećim uspjehom u karijeri: na 7. pojedinačnom prvenstvu Europe, održanom travnja 2006. u Kusadasiju u Turskoj, osvaja prvo mjesto. Pretekao je 16 igrača s višim rejtingom, uključujući i drugoplasiranog Ukrajinca Vasilija Ivančuka, jednog od deset najjačih igrača svijeta. Do 2018. bio je jedini Hrvat s tom titulom, kada ju je osvojio i mladi šahovski velemajstor Ivan Šarić.
Pojedinačni prvak Hrvatske 2006. godine.
Lipnja 2020. na turniru u Vinkovcima osvojio je drugo mjesto na pojedinačnom prvenstvu Hrvatske u šahu za 2020. godinu.

## Europsko prvenstvo 2010. godine
Na 11. europskom pojedinačnom prvenstvu održanom u Rijeci, Kožul je, s obzirom na 2602 ELO boda po FIDE iz ožujka iste godine, bio 92. nositelj prvenstva. U srazu s pretežno slabijim protivnicima, Kožul nije ostvario veliki uspjeh. Od 11 partija, postigao je 5 pobjeda, 2 remija i 4 poraza čime je osvojio 146. mjesto.

## Vanjske poveznice
- intervju u tjedniku Fokus 16. siječnja 2004.  Arhivirana inačica izvorne stranice od 28. rujna 2007. (Wayback Machine)
- Kožul na Svjetskom prvenstvu 2004  Arhivirana inačica izvorne stranice od 28. veljače 2005. (Wayback Machine)
- 7th European Chess Chanpionships  Arhivirana inačica izvorne stranice od 28. travnja 2006. (Wayback Machine)
- Intervju "Večernjem listu" nakon osvajanja titule europskog prvaka[neaktivna poveznica]